# Kakuna (wieś)
Kakuna – wieś w Estonii, w prowincji Sarema, w gminie Pöide.